# Фешево
Фешево — село в Бежецком районе Тверской области. Входит в состав Борковского сельского поселения.

## География
Село находится в 19 км на северо-запад от центра поселения деревни Борок Сулежский и в 32 км на север от районного центра Бежецка.

## История
В 1819 году в селе была построена каменная Казанская церковь с 2 престолами.
В конце XIX — начале XX века село входило в состав Яковлевской волости Бежецкого уезда Тверской губернии. 
С 1929 года село являлось центром Фешевского сельсовета Бежецкого района Бежецкого округа Московской области, с 1935 года — в составе Калининской области, с 1954 года — в составе Морозовского сельсовета, с 2005 года — в составе Борковского сельского поселения.

## Население
| 1859 | 2008 | 2010 |
| ---- | ---- | ---- |
| 332  | ↘2   | ↘1   |

## Достопримечательности
В селе расположена недействующая Церковь Казанской иконы Божией Матери (1819).